# Okienko (botanika)

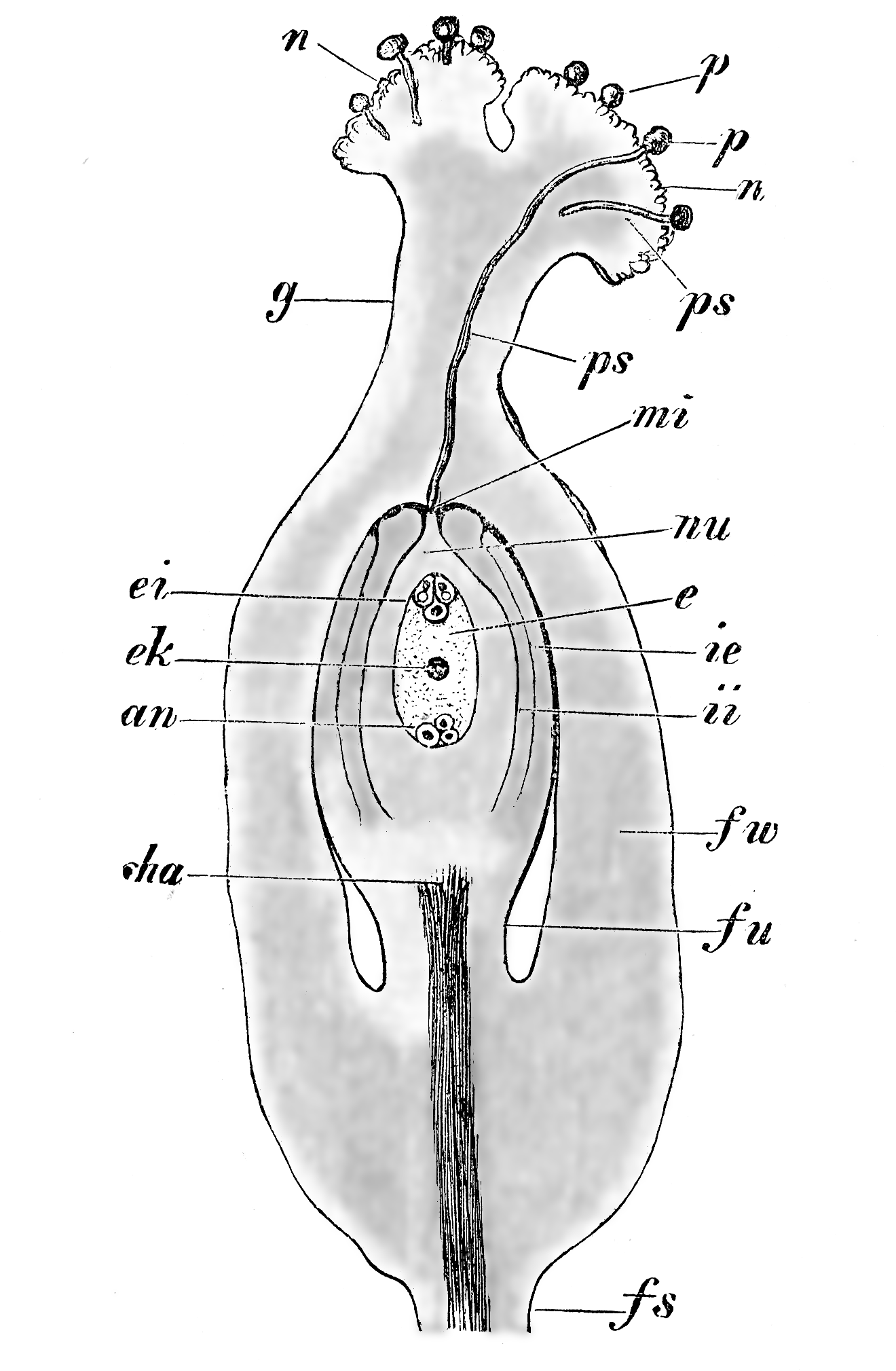
Schemat słupka u rdestu z zalążkiem w części środkowej i okienkiem oznaczonym literami „mi”

Okienko, mikropyle, okienko mikropylarne – u roślin nasiennych otwór na szczycie kanalika w osłonce (integumencie) zalążka. 
Kanalik zakończony okienkiem powstaje w rezultacie niepełnego obrośnięcia zalążka przez jedną warstwę osłonki (u wszystkich nagonasiennych z wyjątkiem gniotowców i części okrytonasiennych) lub dwie warstwy osłonki (u gniotowców i części okrytonasiennych). U pierwotnych, kopalnych roślin nagonasiennych okienko w zalążkach nie występowało. 
U różnych grup systematycznych roślin kształt okienka jest rozmaity. U gniotowców i wymarłych benetytów osłonka tworzy wydłużony twór określany jako rurka mikropylarna, krótki u sagowcowatych. U sosnowatych okienko jest szerokie i odsłania całą górną powierzchnię ośrodka. U niektórych rodzajów (modrzew, jodła, daglezja i cedr) okienko na brzegu zawiera komórki wydzielnicze i pokryte jest kleistą substancją. U większości roślin jest jednak tylko prostym kanałem.
U nagonasiennych okienko służy zwykle do przyjmowania ziaren pyłku. U niektórych jednak rodzajów (choina, araukaria, agatis i Saxegothaea) pyłek kiełkuje na łuskach szyszek żeńskich poza okienkiem i poprzez nie wrasta tylko łagiewka pyłkowa. W przypadku okrytonasiennych, u części roślin, łagiewka wrasta do woreczka zalążkowego przez okienko. Zjawisko to jest określane mianem akrogamii (alternatywne drogi wnikania łagiewki określane są jako chalazogamia i mezogamia).
Po zapłodnieniu i powstaniu zarodka okienko zwykle zamyka się w wyniku wzrostu komórek wyścielających kanalik mikropylarny. Na dojrzałym nasieniu pozostałość okienka nierzadko można łatwo odnaleźć obok znaczka (hilum). Przez okienko w łupinie wyrasta zawsze korzonek i hipokotyl.   
W zależności od wzajemnego położenia okienka i sznureczka (funikulus) wyróżnia się różne kształty zalążka:
- prosty (ortotropowy) – okienko znajduje się na tej samej osi, co osadka (chalaza) i sznureczek (funiculus)
- odwrócony (anatropowy) – ośrodek zalążka jest odwrócony o 180º tak, że wierzchołek mikropylarny znajduje się tuż przy sznureczku
- zgięty (kampylotropowy) – typ pośredni między zalążkiem ortotropowym a anatropowym